# 15969 Чарльзґрін
15969 Чарльзґрін (15969 Charlesgreen) — астероїд головного поясу, відкритий 1 березня 1998 року.
Тіссеранів параметр щодо Юпітера — 3,185.